# Lenka (cantante)
Lenka Kripac, meglio nota come Lenka (Bega, 19 marzo 1978), è una cantautrice e attrice australiana.
È nota per la sua canzone The Show, dall'album Lenka, che è stata utilizzata in numerose pubblicità. Già famosa in Australia in qualità di attrice, è apparsa in diverse serie televisive australiane e in vari film.

## Biografia
Lenka è nata da un jazzista, emigrato in Australia dall'ex-Cecoslovacchia, e da un'insegnante. È cresciuta nel bush fino all'età di 7 anni, quando la sua famiglia si è trasferita a Sidney, città in cui ha frequentato la scuola, ha studiato musica ed ha iniziato a lavorare come musicista.

## Carriera

### Recitazione
Da adolescente Lenka ha studiato recitazione all'Australian Theater For Young People,, dove si è formata insieme a Cate Blanchett. Negli anni '90 Lenka ha recitato nella serie drammatica della ABC-TV australiana GP, nel ruolo di Vesna Kapek. Ha anche preso parte a Cheez TV ed è comparsa in qualità di guest star in altre serie tv australiane, comprese Neighbours, Wild Side, Head Start, e Spellbinder. Ha recitato del film australiano The Dish e in Lost Things, e preso parte a diverse produzioni teatrali.

### Musica

#### Decoder Ring
È stata membro della band elettro-rock australiana Decoder Ring, partecipando a due dei loro album. Quindi, nel 2007 si è trasferita in California.

#### Carriera solista
Dopo aver adottato il suo nome proprio come nome unico per la sua carriera da solista ("Lenka" è un nome di donna slavo piuttosto comune, molto utilizzato anche come diminutivo di "Elena"), il 24 settembre 2008 Lenka ha pubblicato il suo album di debutto omonimo, scegliendo come primo singolo la canzone "The Show" L'album è stato prodotto da Stuart Brawley e si è posizionato alla posizione 142 della Billboard 200 americana.
Ha cantato in due canzoni ("Addicted" e "Sunrise") presenti nell'album Atemlos, del tedesco Schiller, pubblicato in Germania il 12 marzo 2010.
Il 2 giugno 2013, è stato pubblicato il suo terzo album, "Shadows".
Nel 2015 ha pubblicato il suo quarto album, "The Bright Side".

## Discografia

### Album in studio
- 2008 - Lenka
- 2011 - Two
- 2013 - Shadows
- 2015 - The Bright Side
- 2017 - Attune

### Singoli
- 2009 - The Show
- 2009 - Trouble Is a Friend
- 2011 - Heart Skips a Beat
- 2011 - Two
- 2012 - Everything at Once
- 2013 - Heart to the Party
- 2013 - Nothing Here but Love
- 2013 - After the Winter
- 2015 - Blue Skies